# 590
| [ Edytuj tabelę ]          |                                                                          |
| Król Bernicji              | - 585 Hussa 592                                                          |
| Cesarz Bizancjum           | - 582 Maurycjusz 602                                                     |
| Cesarz Chin                | - 581 Sui Wendi 604                                                      |
| Król Essexu                | - 587 Sledda 604                                                         |
| Król Franków               | - 561 Guntram I 592 - 584 Chlotar II 629                                 |
| Król Franków w Austrazji   | - 570 Childebert II 595                                                  |
| Cesarz Japonii             | - 587 Sushun 592                                                         |
| Król Kentu                 | - 560 Ethelbert I 616                                                    |
| Patriarcha Konstantynopola | - 582 Jan IV Postnik 595                                                 |
| Władca Korei               | - 559 P’yŏngwŏn 590 - 590 Yŏngyang 618                                   |
| Król Longobardów           | - 584 Autaris 590 - 590 Agilulf 616                                      |
| Papież                     | - 579 Pelagiusz II 590 - 590 Grzegorz I 604                              |
| Król Persji                | - 579 Hormizd IV 590 - 590 Chosrow II Parwiz 628 - 590 Bahram Czobin 591 |
| Król Wessexu               | - 560 Ceawlin 592                                                        |
| Król Wizygotów             | - 586 Rekkared I 601                                                     |

Rok 590 / DXC
stulecia: V wiek ~
VI wiek ~
VII wiek

lata: 580 «
585 «
586 «
587 «
588 «
589 «
590
» 591
» 592
» 593
» 594
» 595
» 600

## Wydarzenia
- 6 lutego – został obalony władca Persji Hormizd IV.
- 3 września – rozpoczął się pontyfikat Grzegorza I Wielkiego.
- Bizantyjczycy pod wodzą Kommentiolusa zwyciężyli armię perską pod Nisibis.

## Zmarli
- 5 września - Autaris, król Longobardów, zabity